# No. 10 Squadron RAF

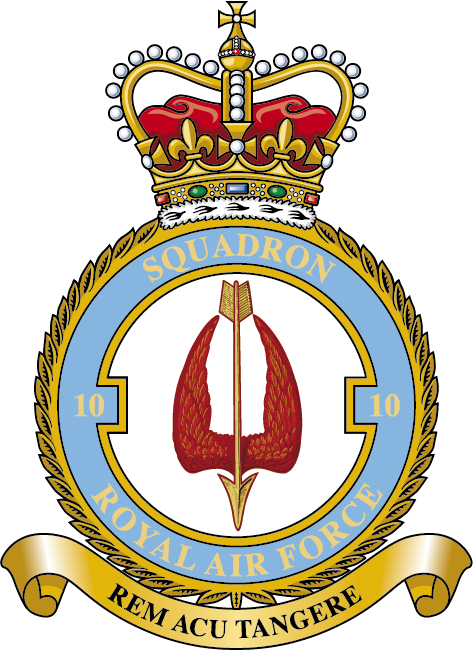
Emblème du 10e escadron de la Royal Air Force

Le 10e escadron de la Royal Air Force est une unité active depuis 1915, donc le rôle a changé plusieurs fois. Depuis 2011, il déploie les Airbus A330 MRTT de ravitaillement en vol, appelés par la RAF Voyager. Sa base est RAF Brize Norton.